# Morsasco
Morsasco (piemontesisch Morzasch) ist eine Gemeinde in der italienischen Provinz Alessandria (AL), Region Piemont.

## Lage und Einwohner
Die Gemeinde Morsasco liegt 33 Kilometer südlich von der Provinzhauptstadt Alessandria und 10 Kilometer östlich von Acqui Terme entfernt, in der Weinregion Monferrato. Das Gemeindegebiet umfasst eine Fläche von 10 km² und hat 605 (Stand 31. Dezember 2023) Einwohner.
Die Nachbargemeinden sind Cremolino, Orsara Bormida, Prasco, Strevi, Trisobbio und Visone.

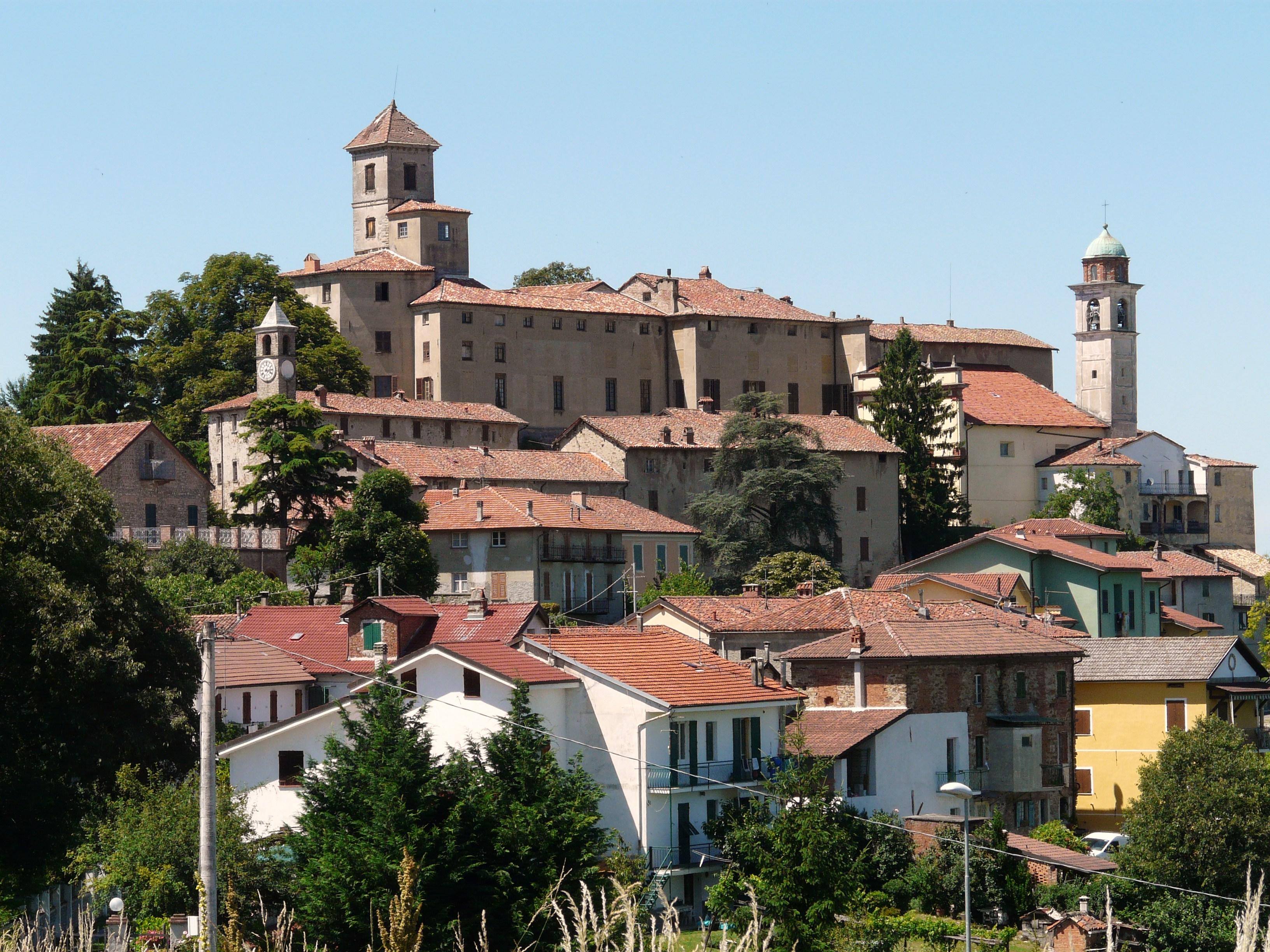
Panorama

## Geschichte

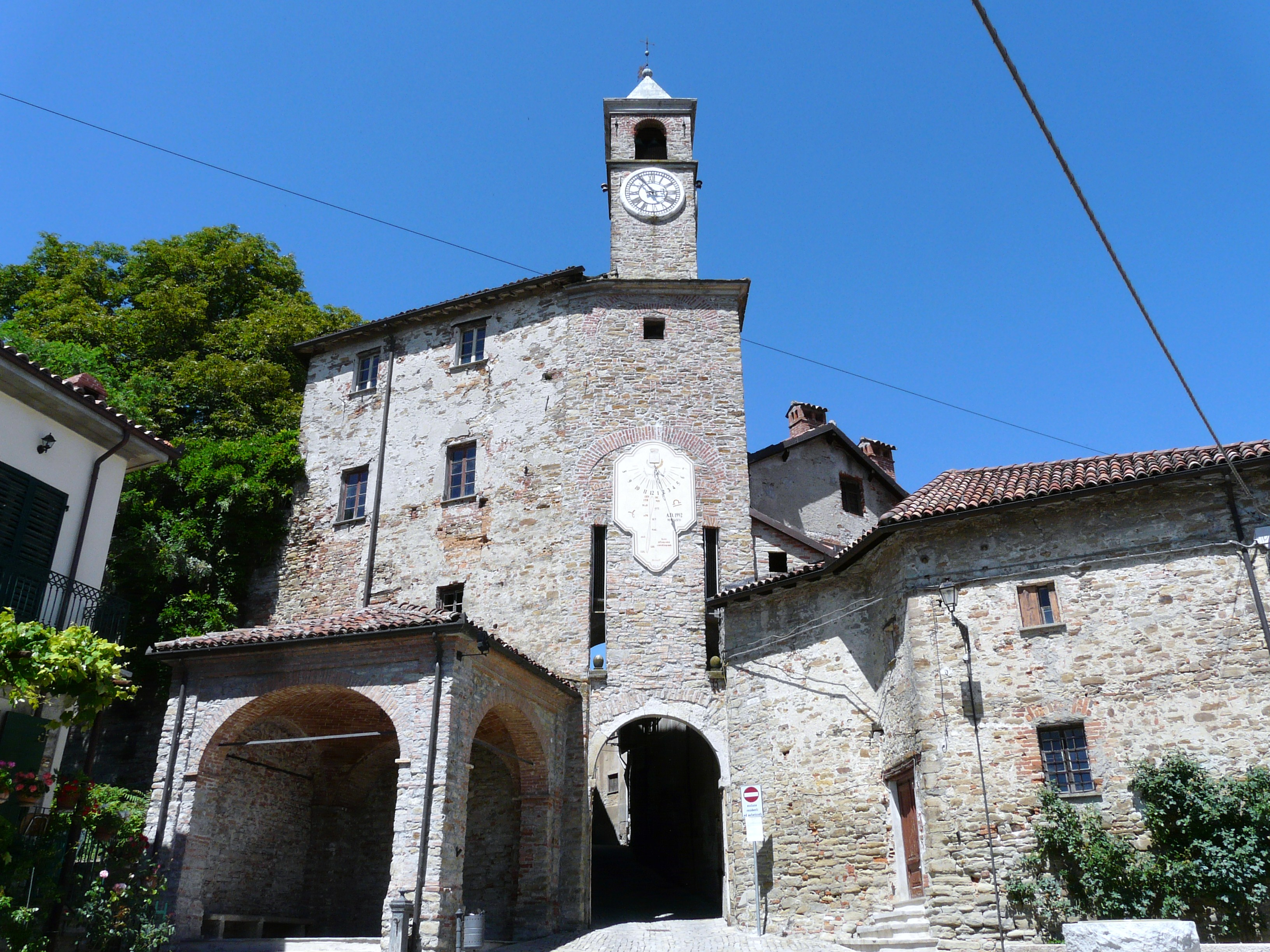
Der Uhrturm und das Haus des Henkers

Der Ortsname wird erstmals 1228 mit der Form „Mirasaschus“ bezeugt, dessen Etymologie sich im Personennamen MAURICIUS wiederfindet. Es entstand in der Antike und war vermutlich bereits in vorchristlicher Zeit besiedelt. Die ersten historischen Informationen stammen jedoch aus dem 11. Jahrhundert, einer Zeit, in der es sicherlich den Markgrafen von Monferrato und den Boscos gehörte. Dieser überließ es 1224 als Lehen, die Hälfte davon, an die Gemeinde Genua, die ihr im Gegenzug die Belehnung mit den damit verbundenen Privilegien anbot. Durch den Auftritt von Alessandria kam es jedoch bald zu Streitigkeiten, die durch das Eingreifen der Stadt Mailand beigelegt wurden.
Im 15. Jahrhundert fiel es wieder unter die Gerichtsbarkeit der Markgrafen von Monferrato und wurde von diesen an verschiedene örtliche Familien belehnt. Die Malaspina, die Lodrone und schließlich die Centurione. Die folgenden Jahre waren von Belagerungen, Hungersnöten und Zerstörungen geprägt, die bis ins 18. Jahrhundert andauerten, als die Savoyer es in ihre Herrschaftsgebiete eingliederten.

## Sehenswürdigkeiten
- Das Schloss, das im Mittelalter erbaut und im 17. und 18. Jahrhundert sowie zwischen 1916 und 1920 renoviert wurde, wobei seine ursprünglichen Linien nicht immer erhalten geblieben sind. Heute wird es für Konzerte und Ausstellungen genutzt[3].
- Der Uhrturm aus dem 17. Jahrhundert, ausgestattet mit einer Zugbrücke und Gefängnissen.
- Die Pfarrkirche San Bartolomeo mit einem Gewölbe mit Fresken aus dem 19. Jahrhundert.
- Die Kirche San Vito im romanischen Stil, in deren Inneren Fresken aus dem 16. Jahrhundert zu sehen sind.

## Kulinarische Spezialitäten
In Morsasco werden Reben des Dolcetto für den Dolcetto d’Ovada, einen Rotwein mit DOC Status angebaut. Die Beeren der Rebsorten Spätburgunder und/oder Chardonnay dürfen zum Schaumwein Alta Langa verarbeitet werden. Die Sorte Barbera findet Eingang in den Rotwein Barbera del Monferrato.